# Ameen Zakkar
Ameen Zakkar (né le 15 juin 1994) est un joueur de handball qatari. Il évolue au sein du Al Rayyan Handball Team et de l'Équipe du Qatar de handball masculin.

## Palmarès

### Sélections
Championnats du monde
- médaillé d'argent au Championnat du monde 2015 au  Qatar